# Bruxelles (chanson de Boulevard des Airs)
Pour les articles homonymes, voir Bruxelles (homonymie).
Singles de Boulevard des airs
Emmène-moi
(2015) Ce gamin-là
(2016)
Pistes de Bruxelles
On se regarde Mentira
Bruxelles est une chanson du groupe français Boulevard des Airs parue en 2015, qui donne son titre à l'album. Elle est le deuxième single qui en est extrait après Emmène-moi.
La chanson parle d'un amour impossible avec une Bruxelloise. Une fille déménage à Bruxelles et son petit ami choisit de ne pas la suivre. Par conséquent leur relation se termine.
Le clip est réalisé par Romain Campet.

## Classements
| Classement (2014-15)                    | Meilleure position |
| --------------------------------------- | ------------------ |
| Belgique (Wallonie Ultratop 50 Singles) | 11                 |
| France (SNEP)                           | 50                 |